# Burg Friesenberg (Zürich)
Die Burg Friesenberg, auch Friesenburg genannt, ist die Ruine einer Spornburg im schweizerischen Zürich, die wahrscheinlich um das Jahr 1200 erbaut wurde. Erstmals wurde sie 1218 in einem Güterbeschrieb der Kirche St. Peter als Orientierungspunkt erwähnt. Sie steht am steilen Osthang des Uetlibergs hoch über der Stadt.

## Lage

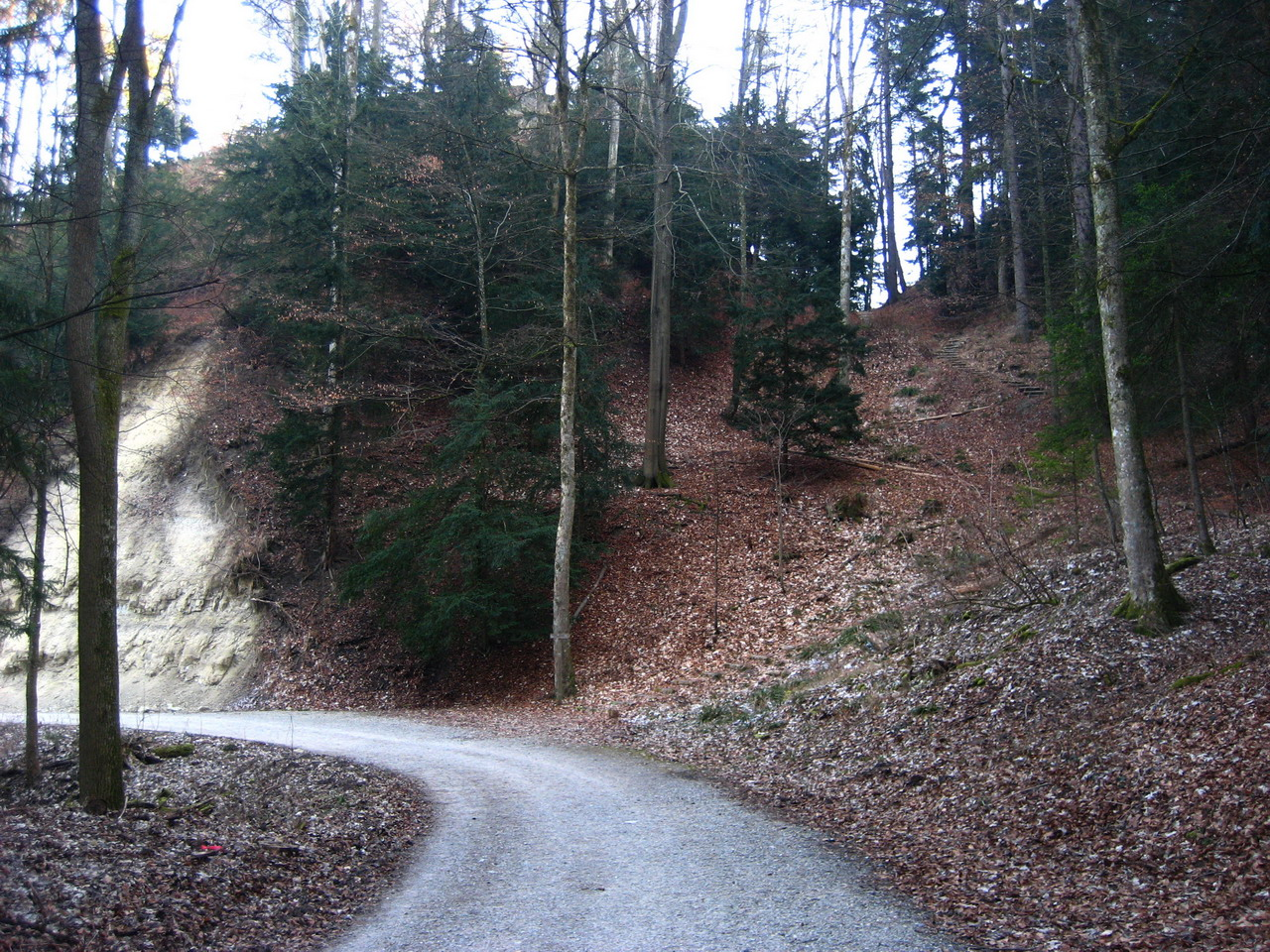
Ansicht vom Friesenburgweg auf die Goldbrunegg, rechts der Halsgraben

Die Ruine liegt auf einem terrassierten und von einem Halsgraben geschützten Sporn, der Goldbrunnenegg, auf einer Höhe von 658 m ü. M. Der Ort im Wald an der Ostflanke des Uetlibergs lag damals über drei Kilometer von der Altstadt Zürichs entfernt – heute ist er unweit vom Friedhof Uetliberg im Stadtkreis Wiedikon.

Die Burg Friesenberg bildete zwar geografisch betrachtet den verlängerten Endpunkt der vorgeschobenen Befestigungslinie Letzi, wurde aber baulich nicht direkt in die Zürcher Befestigungslinie integriert. Daher und auch aufgrund der damaligen Lehensverhältnisse wurde die Friesenburg vermutlich als strategisches Vorwerk der Regensberger Burg Uetliburg während der letzten Siedlungsphase genutzt. 

## Geschichte
Die Geschichte der Burg Friesenberg spiegelt die sich verändernden Machtverhältnisse und das Erstarken der freien Städte in Konkurrenz zu den bislang dominierenden Adelsgeschlechtern im 13. Jahrhundert anschaulich wider – konkret die Geschichte der Stadt Zürich, die de facto bereits 1219 von Friedrich II. das Privileg der Reichsunmittelbarkeit erhielt und den Freiherren von Regensberg.
Eine Urkunde der Grafschaft Kyburg aus dem Jahr 1257 bezeichnet Jakob Mülner, den Meier des Hofes Wiedikon und Reichsvogt zu Zürich, als Ritter Jacobus Molendinarius de Vriesenberch. Möglich ist, dass Burg Friesenberg als Vorwerk der Reichsvogtei Zürich von einem Stadtzürcher Rittergeschlecht verwaltet wurde, eben der Familie Mülner, die um die Mitte des 13. Jahrhunderts auch Besitzer von Burg und Hof Wiedikon waren. Ein Verzeichnis von 1321 führt Friesenberg hingegen als ein Lehen der Freiherren von Regensberg und der Grafen von Habsburg auf.

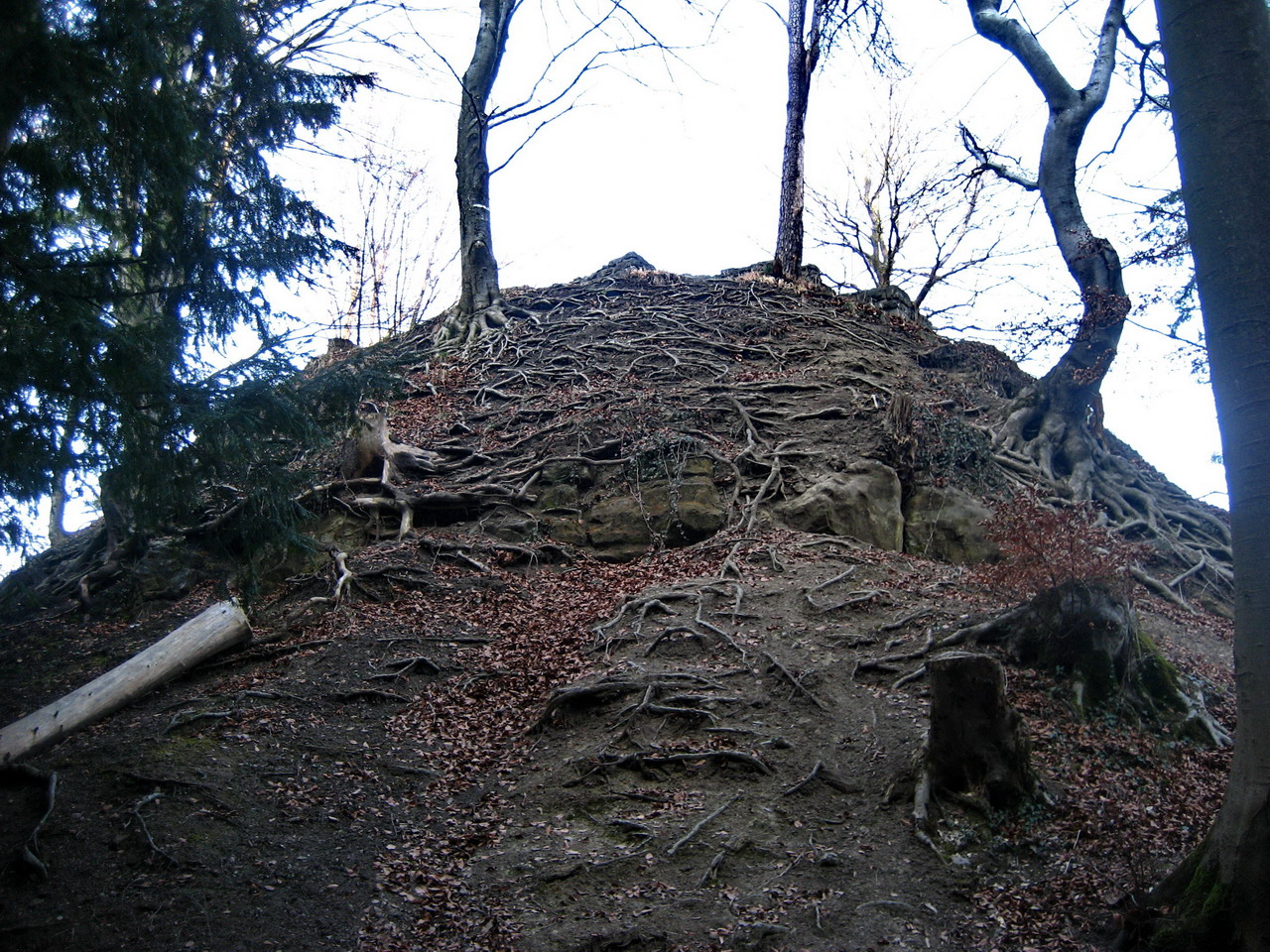
Burghügel, vom Halsgraben aus betrachtet

Ähnlich wie bei einigen der anderen fünf Burgen auf dem Uetliberg kann die Zerstörung oder Auflassung der eigentlichen Burganlage nicht mehr genau festgelegt werden. Die Friesenburg dürfte um 1300 verlassen oder zerstört worden sein, da sie bereits 1317 als Burgstall in einem Besitzverzeichnis erwähnt wird.
Die Aufgabe oder Zerstörung der Burganlage kann daher im Zusammenhang mit den zunehmenden Auseinandersetzungen zwischen dem Haus Habsburg und den Freiherren von Regensberg vermutet werden – Regensberger Fehde von 1267/1268 oder auch die «Blutrache von 1309» für den Königsmord vom 1. Mai 1308 an Albrecht I. Dies würde erklären, weshalb 1321 das Habsburger Geschlecht und die Freiherren von Regensberg gemeinsam, ab 1344 die Habsburger allein als Besitzer der Friesenburg genannt sein sollen. Möglich ist aber auch, dass die Burg Friesenberg erst im Sommer 1383 (v. Wattenwyl, Geschichte von Bern) zerstört wurde.
1344 ging die Burgstelle mit den dazugehörigen Gütern «für geleistete Dienste» in den Besitz der Ritterfamilie von Schultheiss Johannes Mülner, dessen letzter Nachkomme in der Schlacht bei Sempach 1386 starb.
1387 kaufte der spätere Zürcher Zunftmeister Johann Aeppli das Burggut inklusive der zugehörigen Güter. 1436 wurde sie vom Kloster Oetenbach erworben, um nach weiteren Besitzerwechseln 1902 in den Besitz der Stadt Zürich überzugehen.

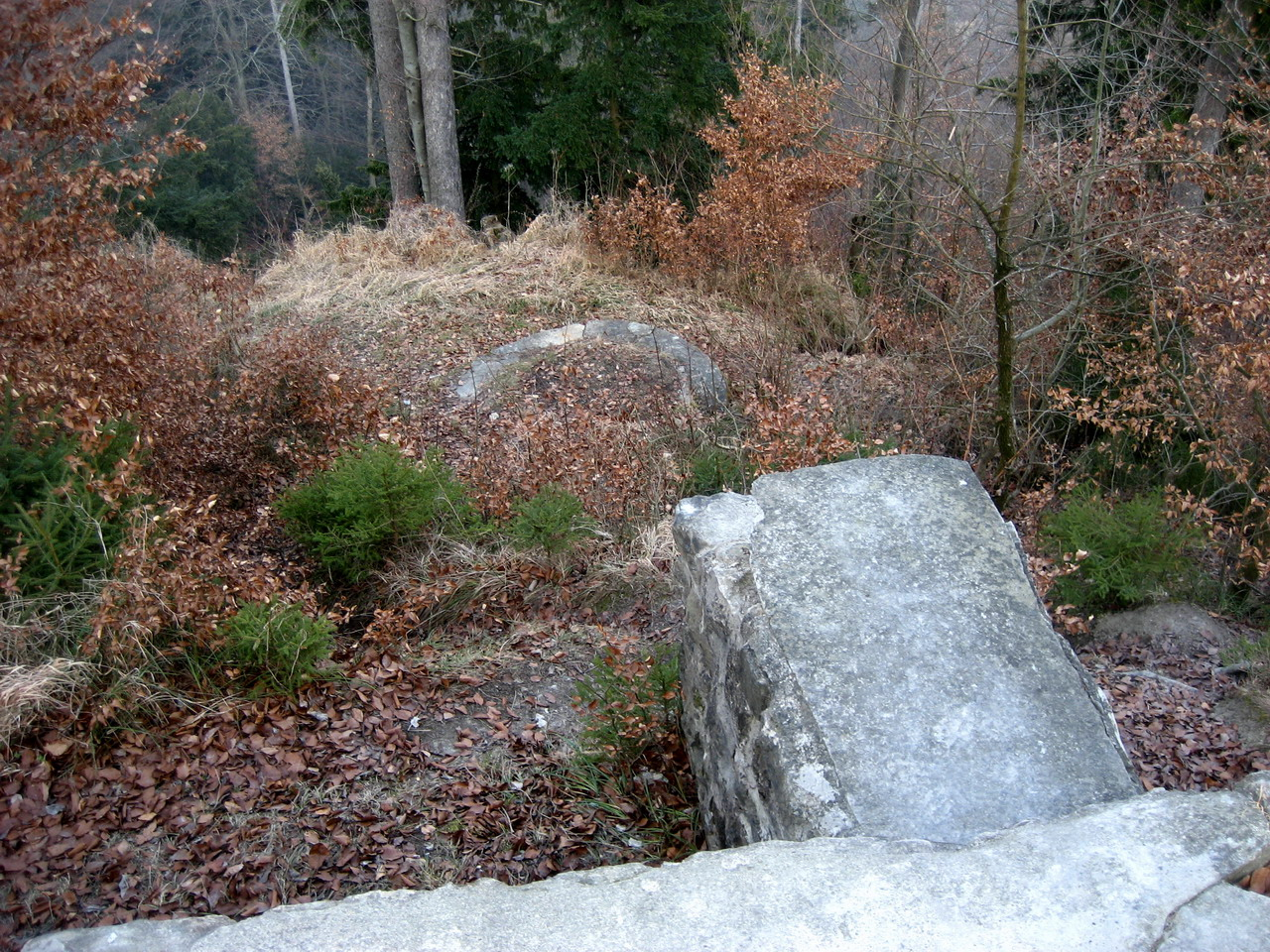
Überreste des Sodbrunnens

Von 1925 bis 1930 wurde die Ruine samt der Aussenmauer der Kernburg und der deutlich von der Kernburg abgesetzte Sodbrunnen freigelegt. Durch das nach heutigen archäologischen Gesichtspunkten unsachgemässe Vorgehen und die archäologisch nicht fundierte Konservierung wurden vielerorts die unterschiedlichen Fundschichten zerstört, so dass über die ursprüngliche Anlage nur Vermutungen angestellt werden können. Die Wehrmauer könnte eine Fläche von bis zu 30 auf 18 Metern (inklusive Sodbrunnen) umschlossen haben, der quadratische Bergfried hatte um die sechs Meter Seitenlänge.

Auch bei der romantisierenden Rekonstruktion der sichtbaren Mauerzüge wurde mit wenig Umsicht vorgegangen. Der ursprünglich eher quadratische Grundriss des Bergfrieds wurde zum Trapez uminterpretiert, und ein Fenster sowie ein Torbogen (Portikus) wurden beim teilweisen Aufbau der Ruine fälschlicherweise eingefügt.

## Sanierung 2021–2022
In den 1980er und 1990er Jahren fanden geringe Reparaturarbeiten an der Ruine statt. So wurden schadhafte Mauerpartien mit Beton ausgegossen, was das Bild zusätzlich verunklärte. Der seitdem fehlende Unterhalt führte zu grossflächigen Schäden im Mauerwerk, sodass die Ruine im Jahr 2019 für die Öffentlichkeit gesperrt wurde. In den Jahren 2021/22 wurde sie umfänglich saniert. Die Stadtarchäologie Zürich begleitete diese Arbeiten. 